# Vitularia
Vitularia is een geslacht van weekdieren uit de klasse van de Gastropoda (slakken).

## Soorten
- Vitularia crenifer (Montrouzier, 1861)
- Vitularia miliaris (Gmelin, 1791)
- Vitularia minima Bozzetti, 2006
- Vitularia salebrosa (King, 1832)
- Vitularia sandwichensis (Pease, 1861)
- Vitularia triangularis Bozzetti, 2009